# Stalag Luft III
Stalag Luft III (Stammlager Luft III) var en krigsfangelejr skabt af Luftwaffe under 2. Verdenskrig for krigsfanger fra de allierede flystyrker. Lejren lå i nærheden af byen Sagan i Landkreis Sprottau,
Niederschlesien, i dag Żagań i Województwo lubuskie, Polen, ca. 160 km sydøst for Berlin.
Lejren er kendt for et flugtforsøg den 24. marts 1944, hvor 76 allierede fanger undslap gennem en 110 meter lang tunnel. 73 af fangerne blev fanget igen i løbet af de næste to uger. 50 af dem blev henrettet efter ordre fra Hitler. Den hemmelige flugt blev iværksat og hjulpet af MIS-X.
Det menes at omkring 500.000 tyske soldater blev sat ind i at fange de undslupne fanger fra Stalag Luft III.
Flugten er beskrevet af en af lejrens fanger, Paul Brickhill, i romanen Den store flugt, som i 1963 blev filmatiseret med bl.a. Steve McQueen i en af hovedrollerne. Filmens titel var ligeledes Den store flugt (The Great Escape).